# 胡維碩
胡維碩（英語：Wei-Shou Hu；1951年11月5日—）是一位台籍美國化學工程師，目前擔任明尼蘇達大學化學工程暨材料科學學系教授，並擁有「麥克奈特卓越大學教授」（英語：Distinguished McKnight University Professor）頭銜。他亦於國立臺灣大學生化科技學系兼任講座教授。

## 學歷與研究
胡維碩於1974年取得國立台灣大學農業化學系學士學位，及後於1983年取得麻省理工學院生化工程博士學位。此後，他一直在明尼蘇達大學擔任教授。
胡維碩主要從事細胞工程、組織工程及代謝工程的研究工作，並對細胞培養程序進行量化和系統分析。此外，其細胞代謝的建模與控制、調節醣基化、資料探勘等工作，被認為推動了生物製藥程序技術的進步。胡維碩曾領導一個業界聯盟，對中國倉鼠的中國倉鼠卵巢細胞進行基因組研究。他亦曾參與一些利用程序工程進行細胞治療的研究工作。
胡維碩是莫德納執行長 Stephane Bancel 的碩士指導教授，他允許 Bancel 選擇9個月就能完成的畢業論文。(Zuckerman, Gregory)

## 獲獎
胡維碩曾獲得以下獎項：
- 2005年美國化學學會馬文·約翰遜獎（Marvin Johnson Award）
- 生物工程師學會卓越服務獎
- 2009年亞太生化工程大會特別獎
- 美國化學工程師協會食品、藥品和生物工程司卓越服務獎
- 國際工程會議安進獎
- 2015年美國安進生物化學工程獎

## 著作
以下為部份由胡維碩撰寫或編輯的著作：
- 《生物分離》（英語：Bioseparations，與 Paul A. Belter 及 Edward Cussler 合著，ISBN 0-4718-4737-2）
- 《細胞培養技術在藥物和細胞治療的應用》（英語：Cell Culture Technology for Pharmaceutical and Cell-Based Therapies，2004年，ISBN 0-8247-5334-8）
- 《細胞培養生物處理技術》（英語：Cell Culture Bioprocess Engineering，2012年，ISBN 0-9856-6260-3）

## 外部連結
- 胡維碩研究團隊 （页面存档备份，存于）
- 明尼蘇達大學介紹頁 （页面存档备份，存于）
- 細胞生物工程技術課程